# Sakai Masahisa
Sakai Masahisa (坂井 政尚?; ... – 26 novembre 1570) è stato un samurai giapponese del periodo Sengoku, servitore de clan Saitō e Oda.

## Biografia
Nato nella provincia di Mino, servì inizialmente il clan Saitō. Dopo la caduta dei Saitō, fu preso come servitore da Oda Nobunaga. Fu particolarmente attivo durante l'entrata a Kyoto di Nobunaga. Nel tardo 1568 Masahisa si unì a Shibata Katsuie, Hachiya Yoritaka, e Mori Yoshinari nell'assedio del castello di Shōryūji di Iwanari Tomomichi.
Nel 1570, mentre era sotto attacco delle forze Azai di Isono Kazumasa, perse suo figlio Sakai Kyūzō nella battaglia di Anegawa. Masahisa stesso morì poco dopo scontrandosi con le forze Asakura.